# Latoya Williams
Latoya Williams (ur. 18 lipca 1987 w Gainesville) – amerykańska koszykarka, występująca na pozycjach silnej skrzydłowej lub środkowej.
W grudniu 2009 została zawodniczką MUKS-u Poznań, do klubu dołączyła w styczniu 2010.
W 2012 spędziła obóz przedsezonowy w klubie WNBA – San Antonio Silver Stars, a w 2013 z Connecticut Sun.
24 listopada 2019 została zawodniczką Energi Toruń.

## Osiągnięcia
Stan na 27 lipca 2020, na podstawie, o ile nie zaznaczono inaczej.

### NJCAA
- 3. miejsce podczas mistrzostw NJCAA (2009)
- Zaliczona do I składu NJCAA All-American (2008, 2009 przez WBCA)

### Drużynowe
- Mistrzyni:
  - Serbii (2011)
  - Chorwacji (2013)
- Zdobywczyni pucharu:
  - Serbii (2011)
  - Chorwacji (2013)
- Finalistka Pucharu Grecji (2012)
- Uczestniczka rozgrywek:
  - Eurocup (2013/2014)
  - Middle European League (2013/2014)

### Indywidualne
(* – nagrody przyznane przez portal Eurobasket.com)
- MVP:
  - zagraniczna francuskiej ligi LFB (2016)
  - ligi*:
    - greckiej (2012)
    - chorwackiej (2013)
    - francuskiej (2016)
- Najlepsza*:
  - zawodniczka zagraniczna ligi:
    - serbskiej (2011)
    - greckiej (2012)
    - chorwackiej (2013)
    - francuskiej (2016)

  - środkowa ligi:
    - greckiej (2012)
    - francuskiej (2016)
- Defensywna zawodniczka roku ligi*:
  - serbskiej (2011)
  - greckiej (2012)
- Zaliczona do:
  - I składu:
    - ligi:
      - greckiej (2012)*
      - chorwackiej (2013)*
      - francuskiej (2016)

    - zawodniczek zagranicznych ligi*:
      - greckiej (2012)
      - francuskiej (2016)
      - Europy Środkowej (2014)

  - II składu ligi*: 
    - serbskiej (2011)
    - Europy Środkowej (2014)
- Liderka:
  - strzelczyń ligi greckiej (2012)
  - w zbiórkach ligi:
    - greckiej (2012)
    - czeskiej (2015)

  - w blokach polskiej ligi EBLK (2020)